# 裘羅鯷
裘羅鯷（学名：Jurengraulis juruensis）為輻鰭魚綱鲱形目鳀科的其中一種，分布於南美洲亞馬遜河流域，本魚體細長，吻部尖而長，鰓耙細長，體上半部為橄欖色，下半部銀白色，上面吻墨綠色，魚鰭淡橙色，臀鰭軟條20-22枚，體長可達16公分，棲息河川中上游，會進行洄游，以浮游生物為食。

## 擴展閱讀
維基物種上的相關：裘羅鯷